# Arcidiecéze Matky Boží v Moskvě

Arcidiecéze Matky Boží v Moskvě (rusky Архиепархия Матери Божией в Москве) je římskokatolická arcidiecéze na území Ruska se sídlem v Moskvě a katedrálou v Neposkvrněného Početí Panny Marie v Moskvě. Je centrem moskevské církevní provincie, jejími sufragánními diecézemi jsou: Diecéze saratovská svatého Klimenta, Diecéze novosibirská Proměnění Páně a Diecéze irkutská svatého Josefa. Jejím současným arcibiskupem je Paolo Pezzi.